# Portugiesische Judomeisterschaften 1973
Die Portugiesischen Judomeisterschaften 1973 fanden in Lissabon statt.

## Ergebnisse

### Männer
| Gewichtsklasse | Gold                 | Silber                 | Bronze                                |
| -------------- | -------------------- | ---------------------- | ------------------------------------- |
| – 63 kg        | José Gomes           | João Amaral Fernandes  | Carlos Paixão Lopes Luis Quintas      |
| – 70 kg        | António Andrade      | António Carapeto       | Jorge Carvalho Saul Conceicão         |
| – 80 kg        | João Repas Goncalves | Joaquim Cabrita Matias | Fernando Dias Correia Jaime Rodrigues |
| + 80 kg        | Miguel Corrula       | Manuel Castro          | Eduardo Silva                         |